# Hugo Donellus

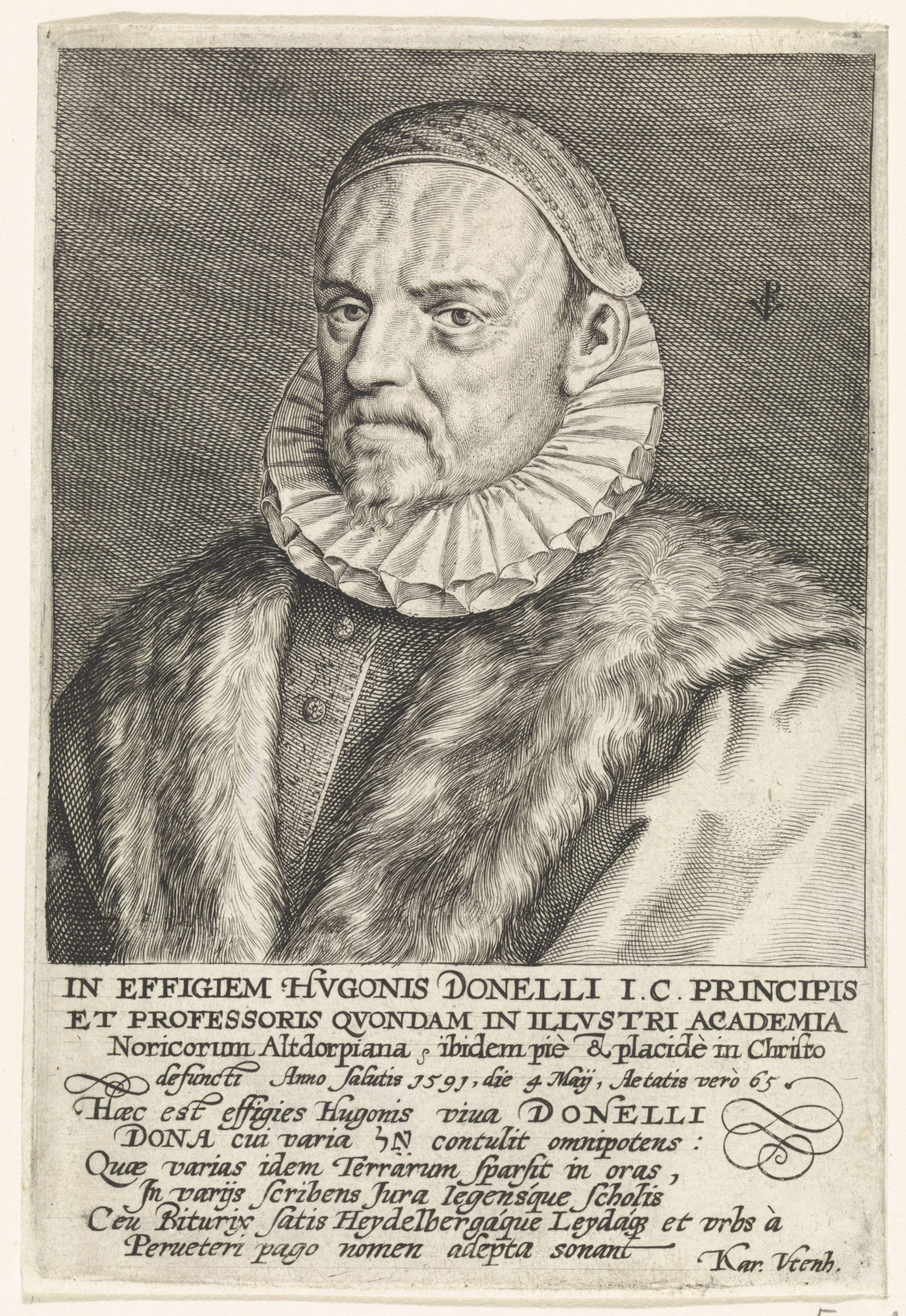
Hugo Donellus, Stich von Crispin van Passe

Hugo Donellus, auch Hugues Doneau (* 23. Dezember 1527 in Chalon-sur-Saône; † 4. Mai 1591 in Altdorf bei Nürnberg) war ein französischer Jurist und Humanist.

## Leben
Aus angesehener Familie stammend, erfuhr er durch seine ersten Lehrer solche Gewaltausbrüche, dass er sich zunächst entschloss, kein Studium aufzunehmen. Jedoch konnte sein Vater ihn eines besseren belehren und hielt ihm die Alternative vor Augen, entweder Schweinehirt zu werden oder zu studieren. Donellus entschied sich für letzteres: Er besuchte die Universität Toulouse und die Universität Bourges, wo er gefördert von François Douaren (Franciscus Duarenus) 1551 zum Doktor der Rechtswissenschaft promoviert wurde und im selben Jahr als Professor zu lehren begann. Er setzte sich hier mit François Baudouin (Franciscus Balduin; 1520–1573) und Jacques Cujas (Jacobus Cujacius) auseinander. Als überzeugter Calvinist trat er mit François Hotman (Franciscus Hotomannus) für die Hugenotten ein, wobei sich die Auseinandersetzungen in der Frage zum Religionskrieg zuspitzten. Es kam zum Massaker in der Bartholomäusnacht und Donellus als Protestant musste deshalb 1572 nach Genf fliehen.
Von dort begab er sich, auf Ruf des Kurfürsten Friedrich III. von der Pfalz, an die Universität Heidelberg. Hier trat er am 17. Februar 1573 eine Professur an, stieg im Laufe der Jahre seiner Anwesenheit in Heidelberg zum ersten Professor an der juristischen Fakultät auf und heiratete. Nachdem Ludwig VI. von der Pfalz an die Macht kam, begann durch dessen lutherische Gesinnung eine Vertreibung der Calvinisten, so dass er 1579 an die neu gegründete Universität Leiden ging.
Trotz mancher Auseinandersetzungen verblieb Donellus dort zunächst und lehnte 1582 einen Ruf an die Universität Altdorf und 1583 einen Ruf an die Universität Heidelberg ab. Dennoch verschärften sich die Auseinandersetzungen und er geriet in den Verdacht, sich an der Verschwörung des Robert Dudley, 1. Earl of Leicester beteiligt zu haben. Dieser beabsichtigte, Holland der englischen Krone zu unterwerfen. Daraufhin wurde Donellus am 25. August 1587 von seiner Stelle entlassen.
Ende des Jahres nahm der Rat von Nürnberg Gespräche mit ihm auf und versuchte, ihn für die Universität Altdorf zu gewinnen. Nachdem er am 30. Mai 1588 in Nürnberg angekommen war, hielt er am 8. August an der Akademie seine Antrittsrede. In Altdorf galt Donellus als hochberühmte Persönlichkeit, die in enger Freundschaft mit seinem einstigen Schüler Scipione Gentili zusammenarbeitete und sich in Auseinandersetzungen mit Hubert van Giffen (Hubertus Giphanius) verstrickte.

## Wirken
Doneau war einer der französischen Juristen, die dem Beispiel von Andrea Alciato folgten und die Methoden von Renaissance-Humanismus am Gesetz anwandten. Während viele der Nachfolger sich jedoch an der französischen Methode orientierten, die sich auf eine kritische Bewertung der Texte im Corpus iuris civilis konzentrierte, war Doneau am Aufbau eines zusammenhängenden Systems des Gesetzes interessiert.
Sein bekanntestes Werk „Commentarii de Iure civili“ (Kommentare zum Zivilrecht) ist einer der ersten Versuche, das Thema des römischen Rechts in einer logischen Reihenfolge abzuhandeln, statt sie an der Abfolge der Bücher und Titel der iustinianischen Gesetzgebung zu orientieren. In diesem epochalen Werk löste er etliche Widersprüche, auf die er in den römischen Quellen der Digesten, Institutionen und des Codex stieß. Im Interesse des Bildungsanspruchs löste er sie häufig kurzerhand im Rahmen genereller Dogmen auf, da ihm an einem rechtlichen System höchstmöglicher Allgemeingültigkeit gelegen. Doneau bildete auch Hauptbeiträge zu den verschiedenen fachkundigen Bereichen des Gesetzes wie der Lehre des Besitzes und dem Erwerb des Inhabers.

## Werke

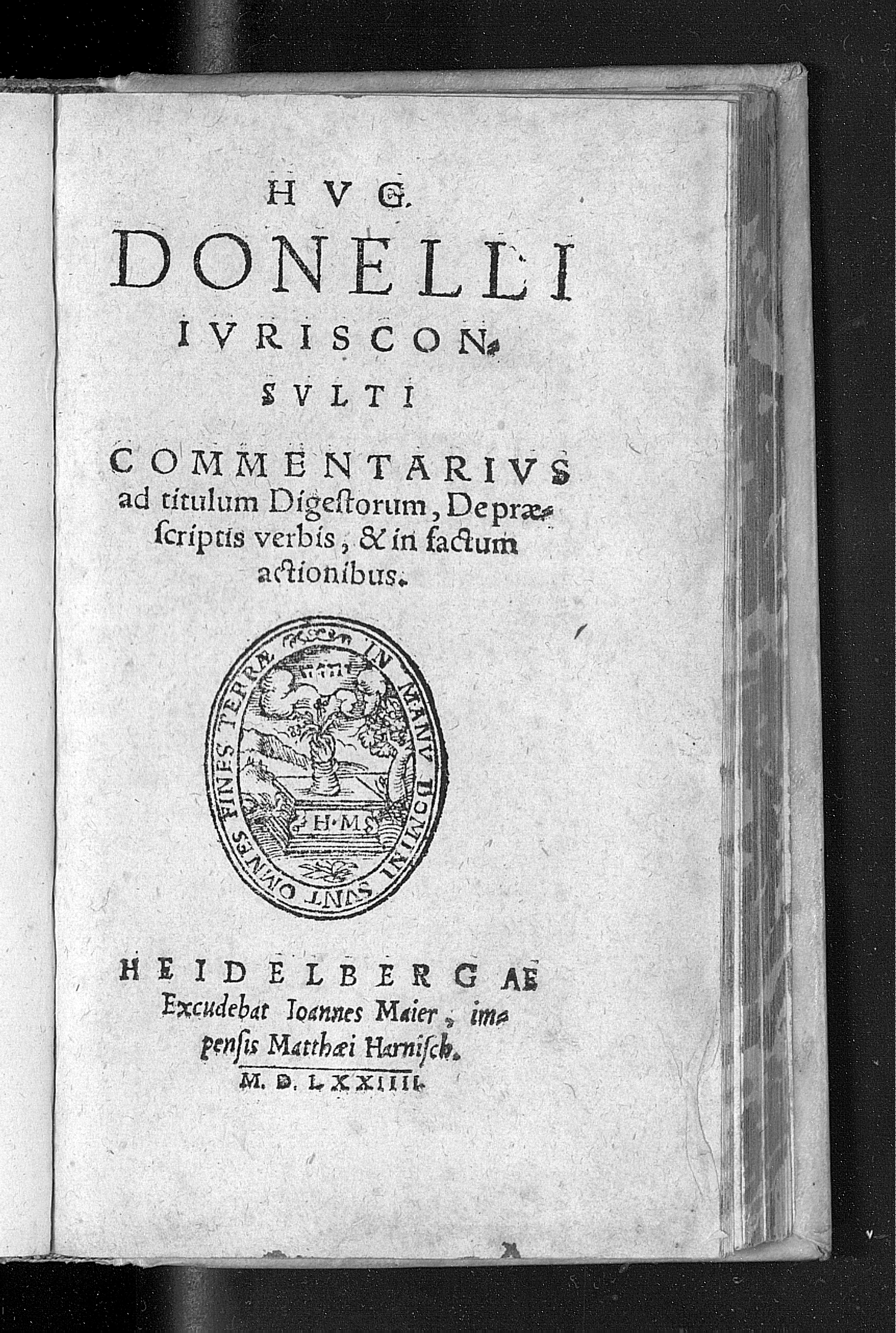
Commentarius ad titulum Digestorum De praescriptis verbis et in factum actionibus, 1574

- Commentaria in tit. Padectarum de usuris, nautico fonere, de fructibus, caussa et accessionibus et de mora, Paris 1556
- Ad legem Justiniani de sententiis quae pro eo quod interest proferuntur, sive de eo quod interest, liber Paris 1561, Neustadt 1580, Altdorf 1589 auch erschienen unter dem Titel a Donello recognitus (Ap. Carterium 1596, Leiden 1630)
- Commentaria Ad tit. Dig. De rebus dubiis, Bouges 1571, Antwerpen 1584
- Commentaria Ad tit. Cod. De pactis et transactt., Bouges 1572, Paris 1573, Köln 1574
- Zachariae Furnestri Defensio pro justo et innocente tot millium animarum sanguine in Gallia effuso adversus Molucii calumnias, 1573, 1579
- Commentaria Ad tit. Dig. De praescriptis verbis et in factum actionibus, Heidelberg 1574, 1580
- Commentaria ad tit. Inst. De actionibus, Antwerpen 1581, 1596, 1620
- Tractatus de pignoribus et hypothecis, Frankfurt
- Tractatus de aedilitio edicto, evictionibus, et duplae stipulatione, de probationibus, fide instrumentorum et testibus, Frankfurt
- Commentaria Ad tit. Dig de rebus creditis seu munto, de jurejurando, de in litem jurando, condictione ex lege, triticiaria, et de eo quod certo loco, Antwerpen 1582, Frankfurt 1626
- Commentaria Ad Codicis Justinianei partes quasdam, 1587
- Commentaria Ad tit. Digestorum de diversis regulis juris, Antwerpen
- Commentaria Ad tit. Dig. De Verborum obligationibus, Frankfurt 1599
- Commentarium de jure civili viginti octo, in quibus jus civile universum singulari artificatio atque doctrina explicatum continetur, Frankfurt 1595, 1596
- Hugonis Donelli opera postuma et aliorum quaedam, ex bibliotheca Sciponis Gentilis, Hanover 1604
- Opera cur. und Barth. Franc. Pellegrini, erschienen zusammen in Luzern 1762–1770 in zwölf Folianten

## Denkmal
Der Bildhauer Philipp Kittler aus Schwabach bei Nürnberg schuf das Standbild des Hugo Donellus am Schwurgerichts- und Justizgebäude in Nürnberg.